# Norra Malma

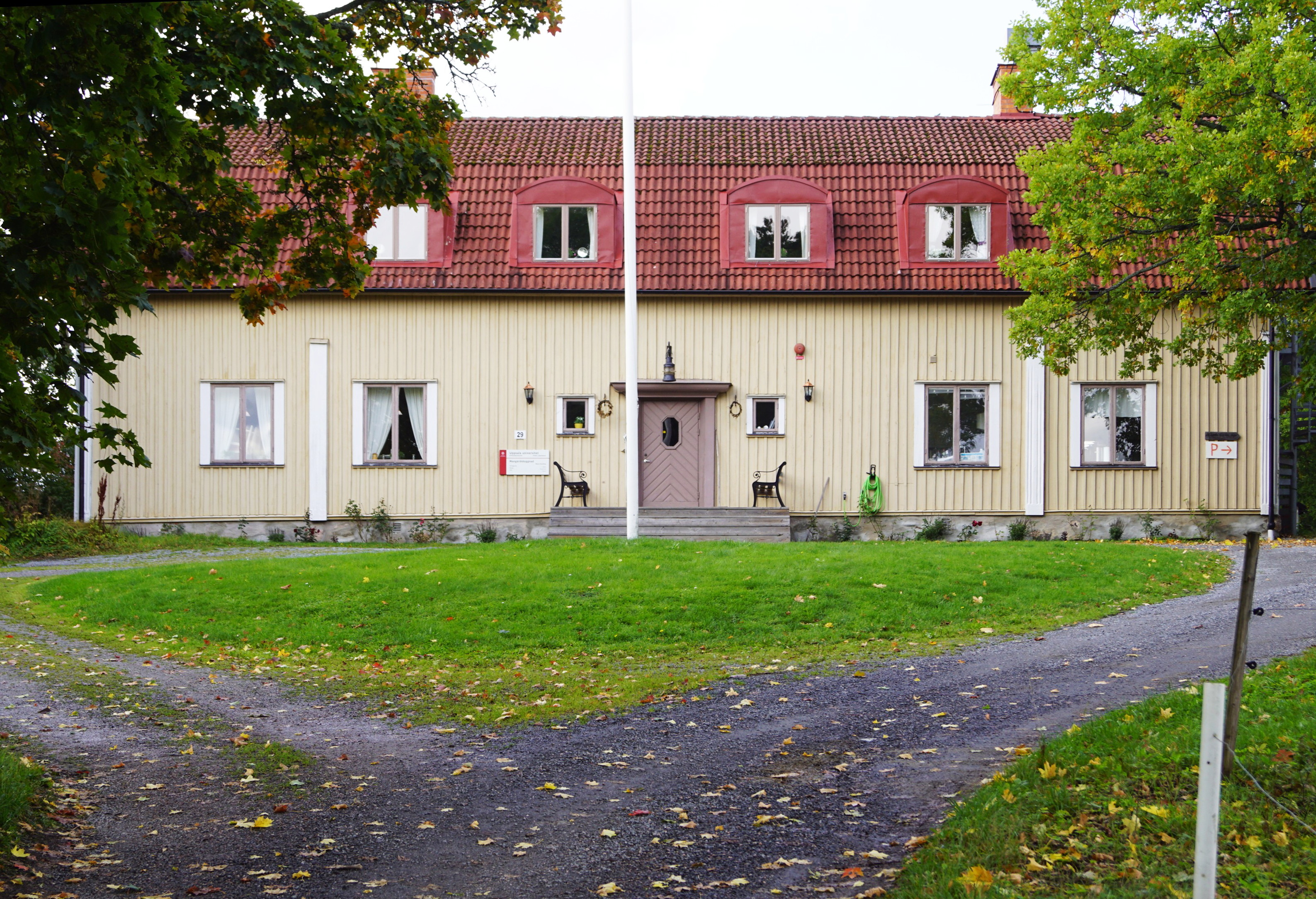
Huvudbyggnaden, september 2017.

Norra Malma är en herrgård och ett tidigare säteri vid sjön Erken i Estuna socken, Norrtälje kommun, Stockholms län. Öster om gården ligger Norra Malma naturreservat.

## Historik

### Gårdens äldre historia

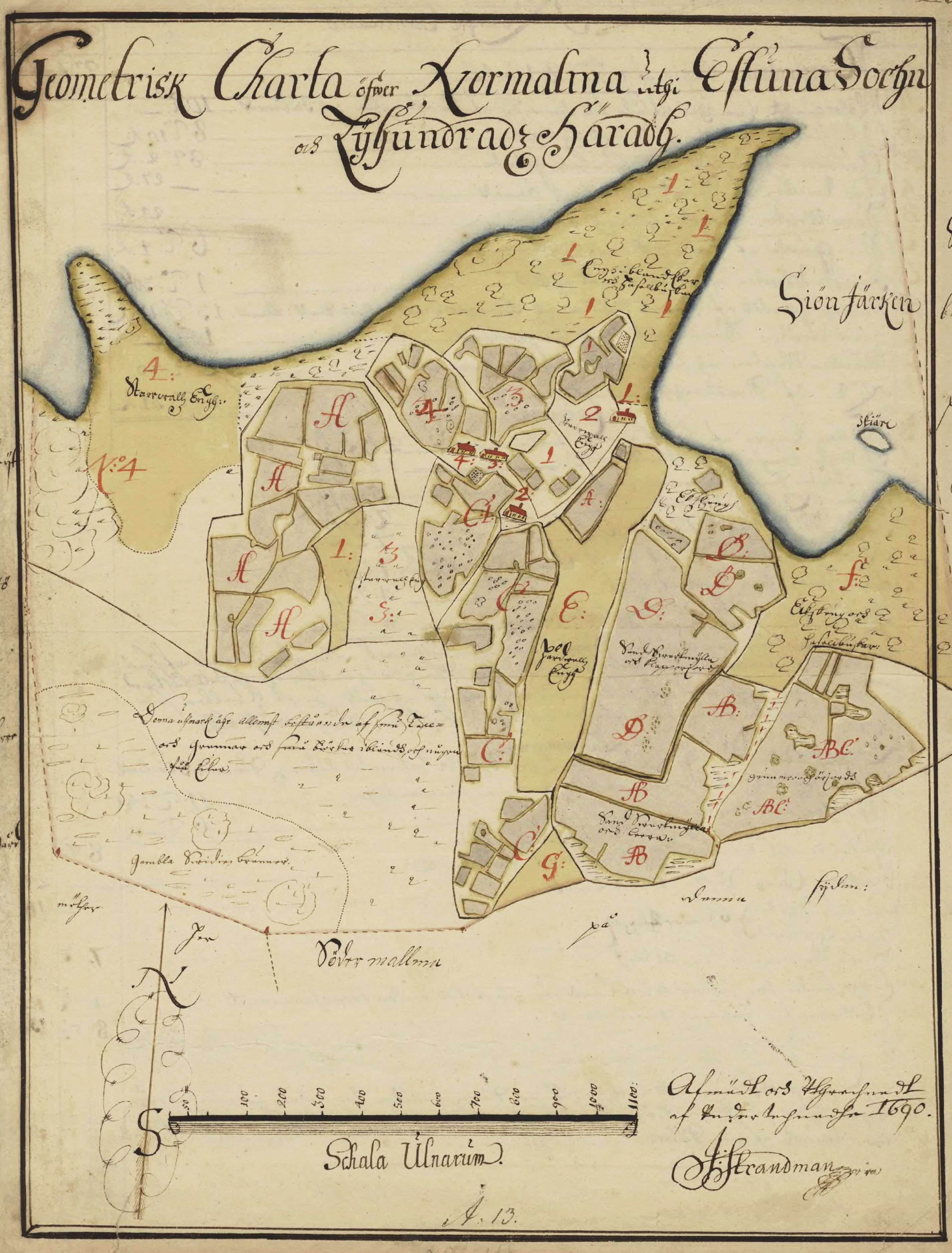
Norra Malmas ägor 1690.

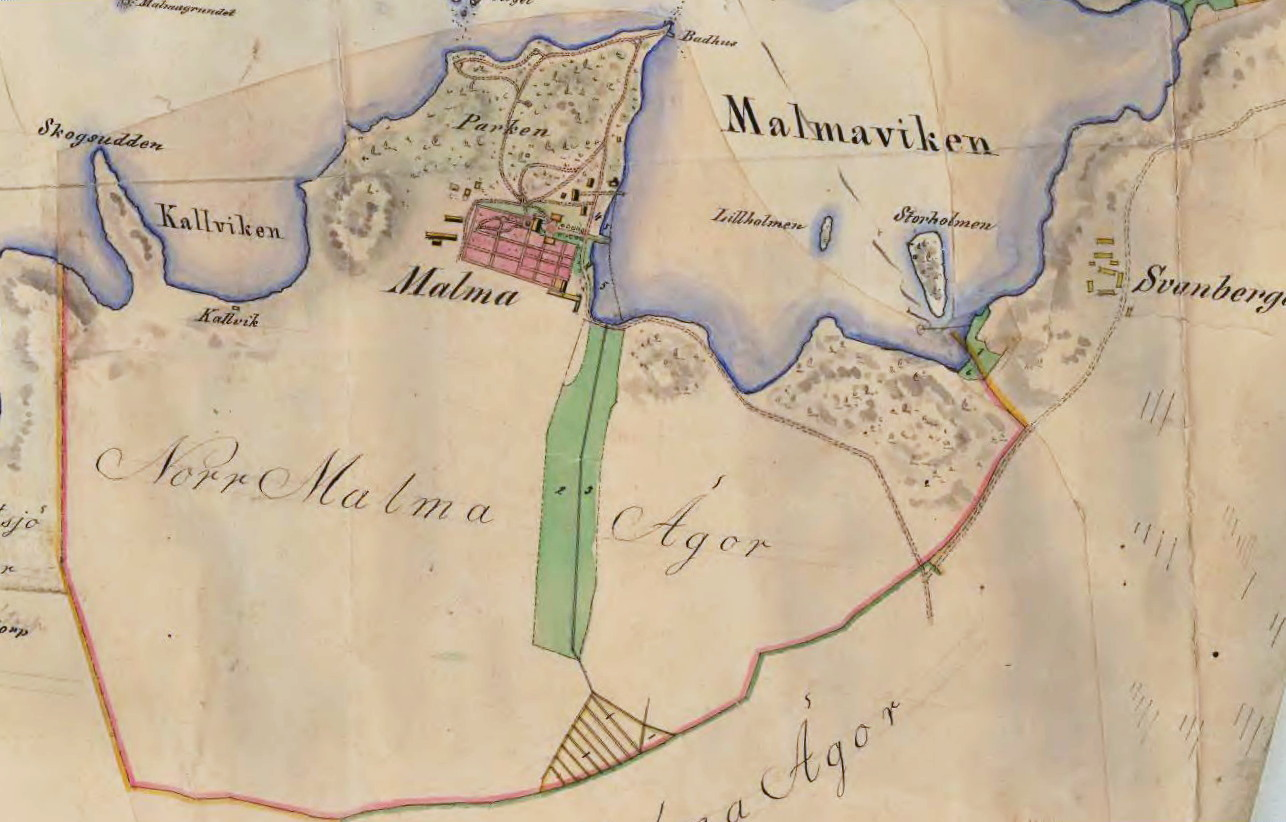
Norra Malmas ägor 1853.

Norra och Södra Malma var ursprungligen en mindre by bestående två skattehemman. Malma omnämns i skrift 1490 som i Suddra Malma och i Norra Malma. På 1690-talet bestod Normalma av fyra gårdar som låg på och kring en udde vid sjön Erkens södra strand. Före reduktionen ägdes stället av släkten Stjernhög. 
Nuvarande mangården är en panelad träbyggnad under ett brutet sadeltak som uppfördes i mitten av 1700-talet för landshövding Lars Benzelstierna. Huvudbyggnaden flankeras av två fristående flyglar med snarlikt utseende. Söder om huvudbebyggelsen ligger gårdens ekomonibyggnader. På 1770-talet tillhörde egendomen släkten von Post. 
På 1850-talet innehades Norra Malma av häradshövdingen G.A. Stridsberg. Han ägde samtidigt egendomen Norra Järsjö med Järsjö vattenkvarn vid nordöstra Erken. Under hans tid utfördes en sjösänkning av Erken för beredande af odlingsbar jords förbättring. För det revs Järsjö kvarn och Järsjö ån fördjupades. På 1880-talet omfattade egendomen 2 ¹/₈ mantal. 

### Gården under Malmén
År 1928 donerades gården till Uppsala universitet efter dåvarande ägaren kommerserådet Carl Malméns bortgång. Malmén ägde gården sedan år 1900 och för att undersöka det rikliga kräftbeståndet i sjön Erken inrättade han den Malménska studiefonden. Från den kan forskare och doktorander, som studerar sjön Erkens ekosystem, fortfarande söka medel årligen fram till år 2050. Stiftelsen tillkom genom testamentariskt förordnande den 5 mars 1923, enligt vilket universitetet efter Malméns död erhöll äganderätten till Norr Malma egendom. Därtill kom 3 000 kronor kontant. Ursprungligt värde var 72 000 kronor. Malméns hustru, Tyra Augusta, fick bo kvar på gården till sin död 1933.

### Gården idag
Under åren 1950-1951 uppfördes forskningsstationen Erkenlaboratoriet vid torpet Kallvik, ungefär 400 meter väster om gården. Samtidigt renoverades gårdens mangårdsbyggnad för att kunna ta emot gäster som stannar över natt. Medel för detta erhölls från Knut och Alice Wallenbergs Stiftelse. 
Idag finns på Norra Malma en ekologisk gård som producerar lammkött. Direkt öster om gården ligger Norra Malma naturreservat som inrättades 1982 på en del av gårdens marker men naturskyddades redan 1955. Reservatet består huvudsakligen av en ekhage som rymmer ett av länets största bestånd av grovstammiga ekar. Här ligger även ett stort gravfält från järnåldern som omfattar 165 fornlämningar med omkring 45 högar och över 100 runda stensättningar (RAÄ-nummer Estuna 73:1).